# Einmal ist keinmal (1955)
Einmal ist keinmal ist eine deutsche Musikkomödie von Konrad Wolf aus dem Jahr 1955. Der Film zählt zu den wenigen Heimatfilmen, die die DEFA produzierte.

## Handlung
Komponist Peter Weselin kommt aus dem westdeutschen Düsseldorf in das vogtländische Städtchen Klingenthal im Musikwinkel, wo er bei seinem Onkel Edeltanne Urlaub machen will. Nach Jahren der Boogie-Begleitung am Klavier braucht Peter endlich einmal Ruhe von der Unterhaltungsmusik und wird sogar während der Zugfahrt in Albträumen von Boogie-Musik heimgesucht. Er fällt noch schlaftrunken aus dem fahrenden Zug, stürzt in einen Heuballen und schickt eine Autofahrerin davon, die ihn mit nach Berlin nehmen würde. Kurz eingeschlafen, wird er von den Klingenthaler Mädchen Anna und Elvira entdeckt und übermütig geküsst. Peter verliert die Spur der beiden jungen Frauen.
Klingenthal erweist sich als musikalischer Ort: Die Klingenthaler Musiktage stehen bevor und bald hat Peter verschiedene Auftragswerke zu komponieren. Onkel Edeltanne will ein Stück für seinen traditionellen Haus-Musik-Verein Äolsharfe, das Harmonikawerk bittet ihn um eine klassische Komposition für das werkeigene Sinfonieorchester und die gerade gegründete Tanzkapelle des Werks braucht unbedingt einen Schlager, mit dem sie bei den Musiktagen auftreten kann. Dass Peter es strikt ablehnt, einen Schlager zu schreiben, empört vor allem Anna, die die Sängerin der Kapelle ist und auch als klassische Sängerin im Orchester auftritt. Sie weigert sich nun, Peters Neukomposition zu singen, zumal sie aufgrund verschiedener Zufälle den Eindruck bekommen muss, dass Peter ihr nachstellt. Auch Edeltanne glaubt, dass Peter eine Affäre hat und schickt seinen Neffen nach Hause.
Peter kommt jedoch beim musikbegeisterten Erwin unter, der zufällig Tür an Tür mit Anna wohnt. Die glaubt, dass Peter tatsächlich abgereist ist, doch Erwin arrangiert ein Treffen der beiden und sie gestehen sich schließlich ihre Liebe. Heimlich hat Peter unterdessen einen Schlager für die Tanzkapelle komponiert, den er am Vortag der Musiktage zum ersten Mal Anna vorspielt. Die zeigt sich begeistert. Weniger erfreut ist sie, als er ihr seine Rhapsodie für das Sinfonieorchester zeigt. Er habe es nur für seine große Liebe geschrieben – über dem Notenblatt steht jedoch der Name „Marie Alvert“ geschrieben, eine bekannte Akkordeonspielerin, für die im Stück ein Solo vorgesehen ist. Zwar kann Peter Anna davon überzeugen, dass er Marie noch nie begegnet ist und er den Namen auch nie auf das Notenblatt geschrieben hat, doch erweist sich Marie am Ende als die Frau, die Peter kurz nach seiner unsanften Ankunft im Heuballen mit nach Berlin nehmen wollte. Als sie Anna gegenüber von einer lustigen Begegnung im Heu erzählt, missversteht Anna die Situation und verlässt Peter am Vortag der Musiktage.
Am Tag der Aufführung fehlen schließlich sowohl Anna als auch Marie und Peter sieht die Aufführung seiner Rhapsodie scheitern. Plötzlich erscheinen beide Frauen, die die Zwischenzeit zur Aussprache genutzt haben, auf der Bühne und das Stück wird ein großer Erfolg. Anna kehrt zu der Wiese zurück, auf der sie Peter zum ersten Mal gesehen hat. Peter läuft ihr nach und beide küssen sich.

## Produktion

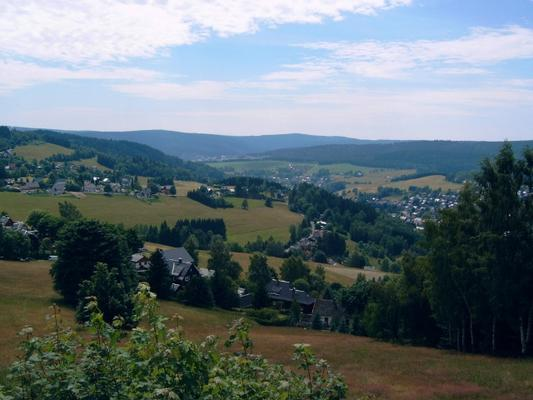
Klingenthal, der Drehort des Films

Einmal ist keinmal zählt zu den wenigen Heimatfilmen, die die DEFA produzierte. Wälder und Berge fand das Drehteam 1954 in Klingenthal und Umgebung im Vogtland, Erzgebirge, wo weite Teile des Films entstanden. Ein anderer Drehort war Leutenberg in Thüringen. Als Atelier diente das Studio Babelsberg. Die Filmbauten schufen Alfred Tolle und Hans-Jörg Mirr, die Produktionsleitung lag in den Händen von Alexander Lösche.
Der Arbeitstitel des Films lautete So klingt’s in Klingenthal. Einmal ist keinmal erlebte am 25. März 1955 im Berliner Kino Babylon und im DEFA-Filmtheater Kastanienallee seine Premiere.
Die Filmmusik schrieb Günter Kochan, der zu der Zeit erst 25 Jahre alt war. Einmal ist keinmal war das Filmdebüt von Regisseur Konrad Wolf. Der Film gilt als Wolfs Hommage an den sowjetischen Musical-Regisseur Grigori Alexandrow, bei dem Wolf am WGIK gelernt hatte.

## Kritiken
Die zeitgenössische Kritik der DDR warf dem Film vor, oberflächlich zu bleiben und keine gesellschaftliche Aussage zu treffen: „Der Film ist kein bißchen leitartikelhaft“, schrieb die Weltbühne, und andere Kritiker forderten, „daß jedes Kunstwerk ein echtes menschliches, d. h. gesellschaftliches Erlebnis ausdrück[en]“ solle, der Film dies aber nicht tue.
Für das Lexikon des internationalen Films war Einmal ist keinmal eine „mäßig unterhaltsame Komödie mit propagandistischem Unterton.“